# Citroën Xantia
Citroën Xantia – samochód osobowy klasy średniej produkowany przez francuską markę Citroën w latach 1993 - 2001.

## Historia i opis modelu

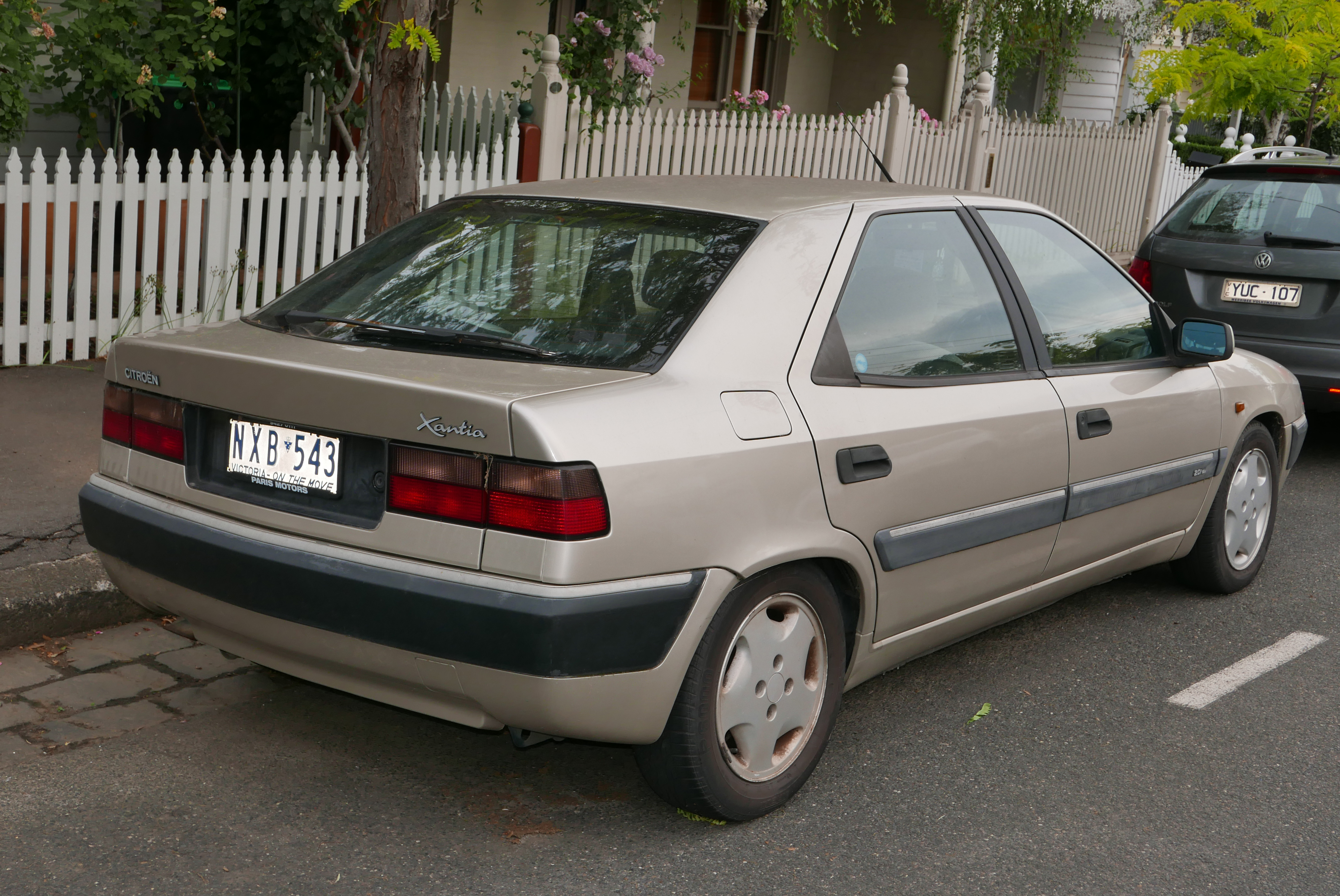
Citroën Xantia - tył

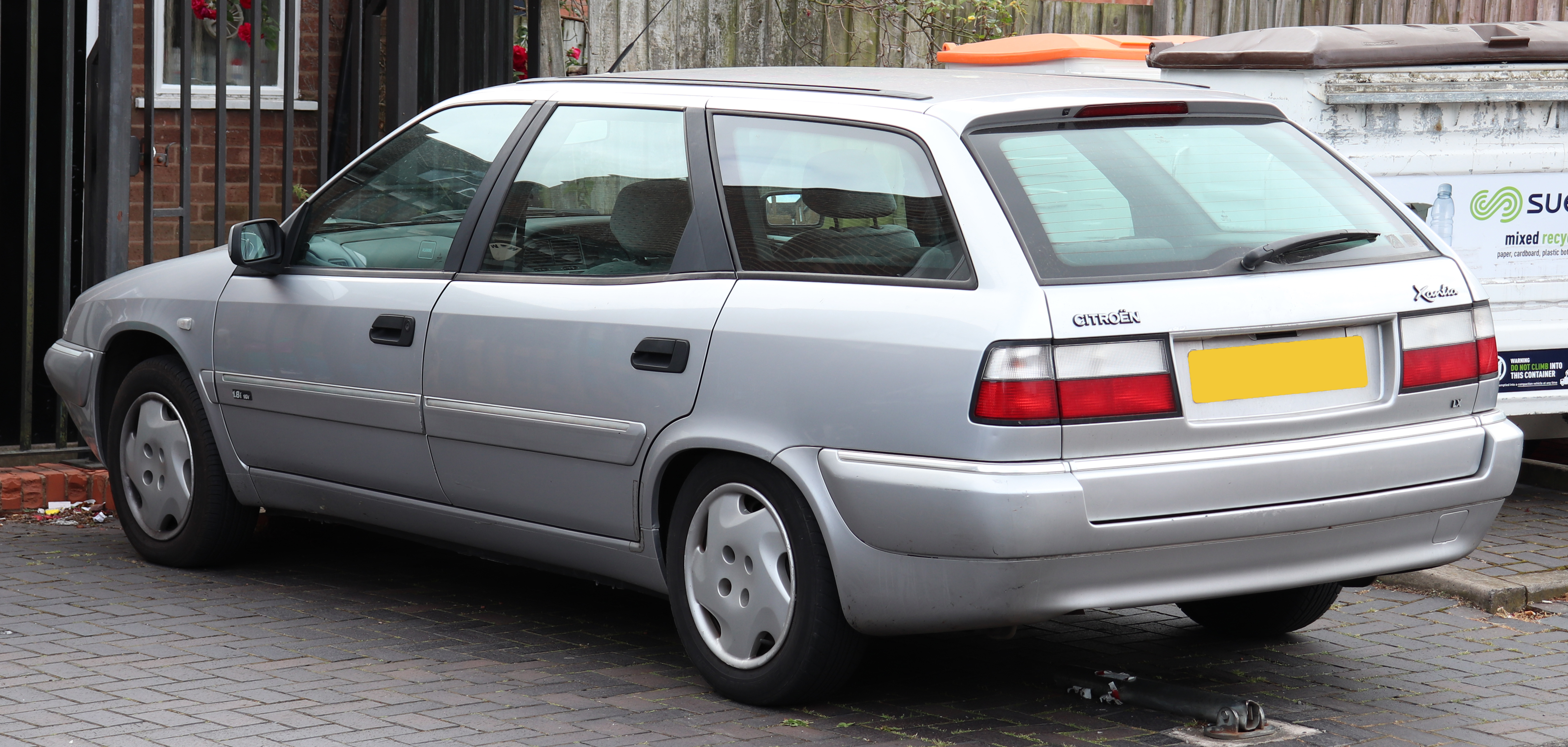
Citroën Xantia Kombi

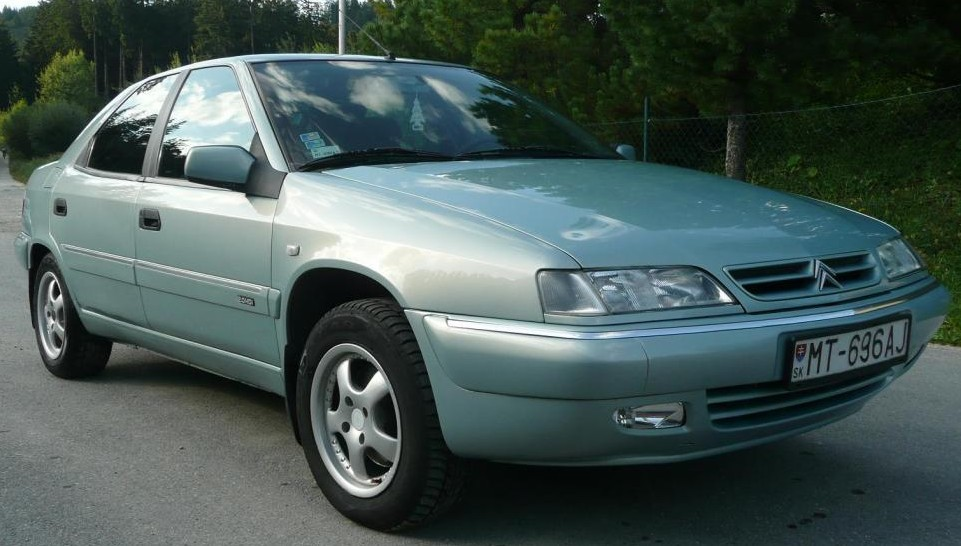
Citroën Xantia po liftingu

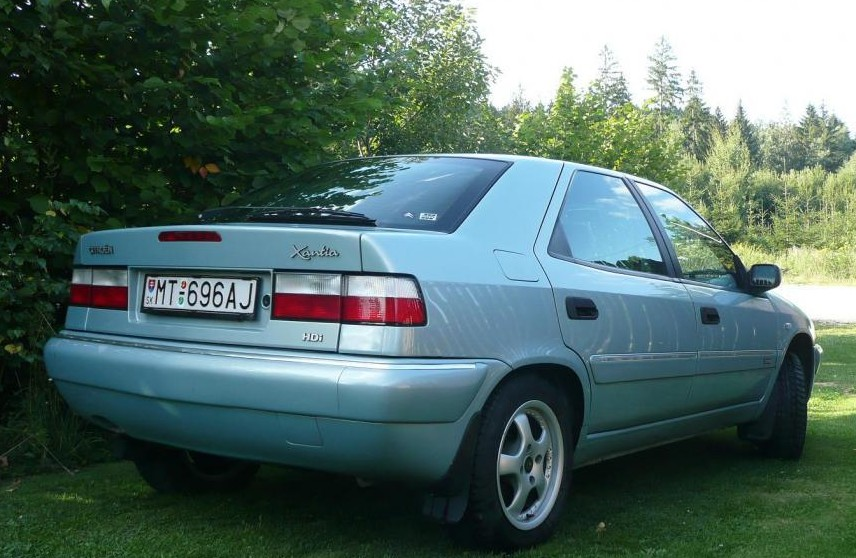
Citroën Xantia - tył po liftingu

Xantia została oficjalnie zaprezentowana w marcu 1993 roku na Salonie Motoryzacyjnym w Genewie, jako następca modelu BX. Samochód został zaprojektowany przez studio Bertone. W plebiscycie na Europejski Samochód Roku 1994 model zajął 2. pozycję (za Fordem Mondeo MkI).
Citroen Xantia został zaprezentowany w roku 1993 po prawie 6 latach prac projektowych, jako następca modelu BX. Prace projektowe rozpoczęły się w 1987 roku (powołany w tym celu został projekt o nazwie „Projekt X1” i były prowadzone w trzech ośrodkach: PSA w Carrières, Citroën w Vélizy i Studio Bertone.
Modelem Xantia Citroën rozpoczął nową erę oznaczania swoich aut wieloliterowymi nazwami (np. późniejsze modele Saxo i Xsara), zamiast dotychczas stosowanego dwuliterowego kodu (BX, XM, etc.).
Ostatecznie została zaakceptowana i wybrana do produkcji propozycja studia Bertone.
Auto dostępne było jako pięciodrzwiowy liftback (Berline). W nadwoziu zrezygnowano z wyraźnie przysłoniętego tylnego koła, co było standardem w dotychczasowych konstrukcjach Citroëna. Mimo to Xantia wyglądem nawiązuje do poprzednich modeli marki. Auto oferowało komfortowe warunki podróży dla czterech pasażerów, choć rejestrowane było jako pięcioosobowe. Początkowo dostępne były następujące silniki: 1.8i 74 kW (101 KM), 2.0i 89 kW (121 KM) i 2.0i 16v 112 kW (152 KM).
W 1995 roku wprowadzono do produkcji Xantię Break, czyli kombi. Została zaprojektowana przez firmę Heuliez, producenta poprzednich wersji kombi Citroëna. W przeciwieństwie do starszych modeli (BX, XM), w których widać dobudowanie nadwozia kombi do modeli liftback (linia dachu wyraźnie odbiega od linii tylnych drzwi), tylną część Xantii Break zaprojektowano od nowa. Dzięki temu linia dachu harmonijnie współgra z linią drzwi. Projektanci byli tak bardzo zadowoleni z nowej wersji, że twierdzili, iż powstał nowy samochód. Początkowo dostępne były następujące silniki: 1.8i 74 kW (101 KM), 2.0i 89 kW (121 KM), 2.0i 16v 97 kW (132 KM) i 1.9 Turbo D 67,5 kW (92 KM). Przy okazji wprowadzenia modelu Break przeprowadzono drobne zmiany. W wyposażeniu standardowym pojawiła się poduszka powietrzna kierowcy. Zmieniono również rozmiar felg – standardem stały się felgi 15 calowe. Do oferty silników benzynowych dodano 1.8 16V o mocy 81 kW (110 KM), 2.0 16V o mocy 97 kW (132 KM) oraz sztandarowy 2.9 V6 24V o mocy 140 kW (190 KM) (od 1996 roku w wersji Exclusive, ale tylko z automatyczną skrzynią biegów, w wersji Activa manualną). Z oferty zniknął stary 2.0 16V o mocy 152/150 KM zastąpiony przez 8 zaworowy 2 litrowy turbo o mocy 147 KM. Auta z tym silnikiem oznaczano jako TCT, czyli Turbo Constant Torque (w tłumaczeniu: stały moment obrotowy). Jako ciekawostkę należy dodać, że turbosprężarka w tym silniku została głównie wykorzystana nie do podniesienia mocy, a do uzyskania możliwie równej i nisko przebiegającej krzywej momentu obrotowego (maksymalny moment obrotowy 235 Nm dostępny już od 2500 obrotów). Do oferty włączono również, montowany początkowo tylko w wersji liftback, silnik Diesla 2.1 Turbo D12 o mocy 80 kW (109 KM) znany z modelu XM. Dodano również katalizator do silnika 1.9 D, przez co stracił nieco moc.
Activa była usportowioną wersją Xantii, dostępną wyłącznie w nadwoziu liftback. Xantia Activa była wyraźnie twardsza podczas jazdy w porównaniu do innych Xantii, lecz w zamian oferowała znakomite trzymanie się drogi, szczególnie w zakrętach, nieosiągalne dla innych aut tej klasy. Dzięki dodaniu do zawieszenia Hydractive II dwóch dodatkowych sfer i dwóch siłowników sterowanych komputerem, które tworzyły aktywne stabilizatory przechyłu praktycznie wyeliminowano przechyły boczne nadwozia.
W wersji Activa stosowano tylko manualne skrzynie biegów, a do napędu wykorzystywano mocniejsze silniki z gamy, czyli benzynowe 2.0 16V 132 KM; (starszy 2.0 16V 152 KM montowano w Activie tylko przez bardzo krótki okres w 1995 r.); 2.0 Turbo CT, 2.9 V6 24V (od 1996 roku), oraz diesel 2.1 TD (109 KM). W ostatnich latach produkcji (po 1998 r) wersji Activa zamiast silnika 2.1 TD stosowano 2.0 HDi (109 KM). Równolegle cały czas można było kupić Xantię z klasycznym zawieszeniem hydropneumatycznym, oraz jako opcję z systemem Hydractive II w nadwoziu liftback oraz kombi (montowanym seryjnie w wersjach VSX oraz Exclusive).
W roku 1996 pojawiła się jako opcja poduszka powietrzna pasażera, przeprowadzono również mały lifting klapy tylnej dodając środkowe światło stop (wymagane od roku 1996 przepisami).
Xantie z najbogatszym wyposażeniem seryjnym (można było jeszcze coś domówić np. szyberdach) schodziły z taśm produkcyjnych jako Activa (do tej wersji wyłącznie manualna skrzynia biegów) i Exclusive (nierzadko z automatyczną skrzynią biegów).
Od roku 1997 w standardzie dostępny był system ABS. W grudniu tegoż roku przedstawiono Xantię II (po faceliftingu). Zmiany najlepiej były widoczne z zewnątrz – zmieniono maskę przednią (grill przedni został zintegrowany z maską), zmodyfikowano kształt przednich lamp, oraz zmieniono kolor tylnych świateł kierunku i cofania, których klosze z ciemnych stały się białe. Ze względu na nie najlepszy wynik w testach Euro NCAP znacznie poprawiono również poziom bezpieczeństwa, wzmacniając konstrukcję auta (ulepszone wzmocnienia boczne, poprawienie sztywności dachu i inne zmiany konstrukcyjne)oraz wprowadzono boczne poduszki powietrzne jako dodatkowo płatną opcję. Tylna klapa od początku produkcji wykonywana z tworzywa sztucznego, teraz produkowana była jako jeden integralny element bez wyodrębnienia części na numer rejestracyjny. Nowe zderzaki uzyskały bardziej obły kształt, przez co minimalnie zwiększyła się długość samochodu (5 cm przód, 3 cm tył, Break tylko przód). Najbardziej widoczną zmianą wewnątrz samochodu jest brak kontrowersyjnego uchwytu dla pasażera przedniego fotela. Zgodnie z obowiązującymi w stylistyce trendami, w modelach od roku 1999 również małe boczne kierunkowskazy stały się białe.
Citroën po wprowadzeniu modelu Xantia w 1993 r. wykonał również pierwsze szkice Xantii Coupé. Ta dwudrzwiowa wersja sportowej Xantii została zaprojektowana z silnikiem 2.9 V6 24v montowanym już u większego brata XMa.
Pomimo że projekt Xantii Coupé był atrakcyjny i dobrze się zapowiadał, niestety zaniechano rozpoczęcia seryjnej produkcji. Mówiło się, iż zarząd PSA nie zaakceptował ostatecznie tego wariantu Xantii. Interesujące, że kilka lat później Peugeot uzyskał taką zgodę na produkcje modelu 406 właśnie w wersji Coupé. Okazało się, że Peugeot 406 Coupé i starszy projekt Xantii Coupe wydają się posiadać wiele bardzo podobnych szczegółów. Dziś nie wiemy czy zbudowany egzemplarz, prototyp Xantii Coupe wciąż istnieje czy też został przeznaczony na złom.

### Wyposażenie
Dostępne były jednostki benzynowe o pojemnościach od 1.6 do 2.9 l. Diesle 1.9 – 2.1 zarówno w wersji wolnossącej, jak i turbodoładowanej oraz silniki nowej generacji HDi Wyposażenie obejmowało m.in.:
- ABS
- automatyczną klimatyzację
- skórzaną tapicerkę
- pełną elektrykę foteli, szyb i lusterek
- światła przeciwmgielne
- sterowanie radiem z kierownicy
- radio ze zmieniarką płyt CD
- podgrzewane fotele
- automatyczną skrzynie biegów ZF z różnymi trybami pracy: zimowy, normalny,.
- czujnik deszczu (wprowadzono od 1998 roku)
- cztery poduszki powietrzne (od 1998 roku, do 1997 roku wyposażenie obejmowało dwie poduszki powietrzne)
- aktywne hydropneumatyczne zawieszenie (Hydractive – utwardzanie zawieszenia przy gwałtownych manewrach) lub Activa (aktywna redukcja przechyłów nadwozia)

Do wyboru była skrzynia manualna o pięciu biegach do przodu, lub automatyczna ZF o czterech przełożeniach. Układ zawieszenia hydropneumatycznego w modelach podstawowych był pierwszej generacji.

### Kalendarium
- 1993 – debiut modelu Xantia
- 1994 – kosmetyczne zmiany nadwozia, modernizacja zawieszenia
- 1995 – debiut wersji kombi
- 1998 – facelifting – pojawia się Xantia II
- 2000 – produkcję modelu Xantia rozpoczyna irańska firma SAIPA
- 2001 – koniec produkcji w Europie, na rynek wchodzi następca – Citroën C5

### 1.6 TypXU5 JP/Z
- Średnica tłoka – 83 mm
- Skok tłoka – 73 mm
- Pojemność skokowa – 1580 cm³
- Stopień sprężania – 9,25
- Ciśnienie sprężania – 1,2 MPa
- Moc maksymalna – 65 kW (88 KM)
- Prędkość obrotowa mocy maksymalnej – 6000 obr./min
- Moment maksymalny – 132 Nm
- Prędkość obrotowa momentu maksymalnego 2600 obr./min

### 1.8 Typ XU7 JP
- Średnica tłoka – 83 mm
- Skok tłoka – 81,4 mm
- Pojemność skokowa – 1761 cm³
- Stopień sprężania – 9,25
- Ciśnienie sprężania – 1,2 MPa
- Moc maksymalna – 74 kW (103 KM)
- Prędkość obrotowa mocy maksymalnej – 6000 obr./min
- Moment maksymalny – 153 Nm
- Prędkość obrotowa momentu maksymalnego 3000 obr./min

### 2.1TD XUD11BTE
- Średnica tłoka – 85 mm
- Skok tłoka – 92 mm
- Pojemność skokowa 2088 cm³
- Stopień sprężania 21.5
- Moc maksymalna 80 kW (109 KM)
- Prędkość obrotowa mocy maksymalnej 4300 obr./min
- Moment maksymalny 250 Nm
- Prędkość obrotowa momentu maksymalnego 2000 obr./min

### Citroen Xantia Mk1 (X1)
Pojemność:     Moc:
- 1.6i – 88 KM
- 1.8i – 101 KM
- 1.8i 16V – 110 KM
- 1.9 D – 68 KM
- 1.9 SD – 69 KM
- 1.9 Turbo D – 90 KM
- 1.9 Turbo D – 92 KM
- 2.0i 16V – 132 KM
- 2.0i 16V – 150 KM
- 2.0i 16V – 152 KM
- 2.0i – 121 KM
- 2.0i Turbo CT – 147 KM
- 2.1 TD – 109 KM
- 3.0i V6 24V – 194 KM

### Citroen Xantia Mk2 (X2)
Pojemność:     Moc:
- 1.8i – 90 KM
- 1.8i 16V – 110 KM
- 1.9 SD – 75 KM
- 1.9 TD – 90 KM
- 2.0i TCT – 147 KM
- 2.0i 16V – 132 KM
- 2.0 HDi – 90 KM
- 2.0 HDI – 109 KM
- 2.1TD – 109 KM
- 3.0i V6 24V – 194 KM

| Benzynowe     | Benzynowe        | Benzynowe               | Benzynowe                            | Benzynowe                              | Benzynowe        | Benzynowe      | Benzynowe      | Benzynowe    |
| Silnik        | Cylindry/ Zawory | Pojemność skokowa [cm³] | Moc maks. [kW] ([KM]) przy obr./min. | Maks. moment obr. [N•m] przy obr./min. | Kod silnika      | Lata produkcji | 0–100 km/h [s] | V maks. [km] |
| ------------- | ---------------- | ----------------------- | ------------------------------------ | -------------------------------------- | ---------------- | -------------- | -------------- | ------------ |
| 1.6i          | 4 / 8            | 1580                    | 65 (88) / 6000                       | 130 / 2600                             | XU5 M3/Z (BFZ)   | 1993–1997      | 13,2           | 175          |
| 1.8i          | 4 / 8            | 1762                    | 66 (90) / 5000                       | 147 / 2600                             | XU7 JB (LFX)     | 1997–1998      | 12,6           | 180          |
| 1.8i          | 4 / 8            | 1762                    | 74 (101) / 6000                      | 153 / 3000                             | XU7 JP (LFZ)     | 1993–1998      | 11             | 187          |
| 1.8i 16V      | 4 / 16           | 1762                    | 81 (110) / 5500                      | 155 / 4250                             | XU7 JP4 (LFY)    | 1995–2001      | 10,8           | 194          |
| 2.0i          | 4 / 8            | 1998                    | 89 (121) / 5750                      | 176 / 2750                             | XU10 J2C (RFX)   | 1993–1998      | 10,1           | 198          |
| 2.0i TCT      | 4 / 8            | 1998                    | 108 (147) / 5300                     | 235 / 2500–3500                        | XU10 J2TE (RGX)  | 1995–1998      | 9,6            | 213          |
| 2.0i 16V      | 4 / 16           | 1998                    | 112 (152) / 6500                     | 186 / 3500                             | XU10 J4D/Z (RFY) | 1993–1994      | 10,6           | 213          |
| 2.0i 16V      | 4 / 16           | 1998                    | 110 (150) / 6500                     | 183 / 3500                             | XU10 J4D/Z (RFT) | 1994–1995      | 10,6           | 213          |
| 2.0i 16V      | 4 / 16           | 1998                    | 97 (132) / 5500                      | 180 / 4200                             | XU10 J4R (RFV)   | 1995–2000      | 10             | 203          |
| 2.9i V6       | 6 / 24           | 2946                    | 140 (190) / 5500                     | 267 / 4000                             | ES9 J4 (XFZ)     | 1997–2000      | 7,6            | 230          |
| Diesla        |                  |                         |                                      |                                        |                  |                |                |              |
| Silnik        | Cylindry/ Zawory | Pojemność skokowa [cm³] | Moc maks. [kW] ([KM)] przy obr./min. | Maks. moment obr. [Nm] przy obr./min.  | Kod silnika      | Lata produkcji | 0–100 km/h [s] | V maks. [km] |
| 1.9 D         | 4 / 8            | 1905                    | 51 (69) / 4600                       | 120 / 2000                             | XUD9 A (D9B)     | 1993–1995      | 17,6           | 160          |
| 1.9 D         | 4 / 8            | 1905                    | 50 (68) / 4600                       | 120 / 2000                             | XUD9 Y (DJZ)     | 1995–1996      | 18,2           | 158          |
| 1.9 SD        | 4 / 8            | 1905                    | 55 (75) / 4600                       | 135 / 2250                             | XUD9 SD (DHW)    | 1996–1998      | 16             | 162          |
| 1.9 Turbo D   | 4 / 8            | 1905                    | 67,5 (92) / 4000                     | 196 / 2250                             | XUD9 TE/L (D8B)  | 1993–1996      | 12,5           | 180          |
| 1.9 Turbo D   | 4 / 8            | 1905                    | 66 (90) / 4000                       | 196 / 2250                             | XUD9 TE/Y (DHX)  | 1996–2000      | 12,7           | 177          |
| 2.1 Turbo D12 | 4 / 12           | 2088                    | 80 (109) / 4300                      | 250 / 2000                             | XUD11 BTE (P8C)  | 1995–1998      | 11,2           | 190          |
| 2.0 HDi 90    | 4 / 8            | 1997                    | 66 (90) / 4000                       | 205 / 1900                             | DW10 TD (RHY)    | 1998–2000      | 13             | 178          |
| 2.0 HDi 109   | 4 / 8            | 1997                    | 80 (109) / 4000                      | 250 / 1750                             | DW10 ATED (RHZ)  | 1998–2001      | 11,2           | 191          |